# A319 MPA
A319 MPA（Maritime Patrol Aircraft、海上哨戒機）はエアバスが提案している哨戒機。同社の小型旅客機エアバスA319からの改造機である。

## 概要
A319 MPAは2003年にイタリアとドイツに提案された海洋ソリューションに類似しており、それではカヌーフェアリングに爆弾倉とミサイル・ハードポイントが収容されていた。しかし、インドが潜水艦の探知・攻撃能力を要望したため、爆弾槽は貨物室、ミサイル・ハードポイントは主翼に移動された。非定期的なエンジニアリングコストをさらに削減するためイタリアとドイツ向けに提供されるオーダーメイドシステムに代わり、EADS CASAの完全統合戦術システム（FITS）がインド向けに提案されていた。この提案に対し、オーストラリア、カナダ、フランスをはじめとするいくつかの国々が関心を示し、エアバスA320をベースとした類似のソリューションも提供される可能性が高いとされた。しかし、オーストラリアは2007年に、インドは2009年にそれぞれP-8を選択し敗れている。エアバスは敗れた以後もカナダ空軍のCP-140 オーロラの後継やフランス海軍、ドイツ海軍の運用するアトランティックの後継として売り込んでいる。
競合機としては運用が開始されたP-8とP-1の他、ATRがATR 72ベースの『ATR 72 ASW』を提案している。
また同じくA319をベースとする哨戒機計画がアメリカのP-3後継機選定時に持ち上がっており、ロッキード・マーティンと連帯しA319のほかA320、A321をベースとした哨戒機案を提案する予定であったが、実現しなかった。

## 設計
A319をベースに6つのオペレーターコンソール、ギャレー、トイレ、電子機器ラック、ソノブイストレージなどが装備される。爆弾槽には8つのハードポイントがあり魚雷、爆雷、その他のASW兵器が装着できる。翼下のハードポイントには陸上または海上目標を攻撃するためのミサイルの装着も可能。搭載するアビオニクスはオープンアーキテクチャーミッションシステムとなっており、マルチミッションセンサーのセットを統合している。ミッションシステムには、監視レーダー、IFF質問器、IR/EOタレット、音響システム、磁気探知機（MAD）などが含まれる。これらを統括するのがエアバス製のMPA(C-212、CN-235、C-295)やP-3Mなどに装備された完全統合戦術システム（FITS）で、通信およびデータリンクシステムを統合している。搭載されている通信機器は、ミッション中に収集・分析された情報に基づいて、タイムクリティカルな情報の普及を可能とする。データリンクとしてはリンク 11/22、リンク 16、TCDL、または拡張メッセージデータリンクシステムに対応しておりほかの友軍と情報を共有できる。これら最新の通信システムと結合されたセンサにより、A319 MPAはネットワーク中心の戦いを行うことが可能となっている。
自己防衛としては、チャフ・フレア・ディスペンサと完全に統合されたレーダーおよびミサイル警告システム、電子戦支援（ESM）システムが装備され、オプションで指向性赤外線妨害装置（DIRCM）の装備も可能。そのほか空中給油のためのユニバーサル空中給油レセプタクルスリップウェイ装置（UARRSI）を装備できる。

## リンク
- A319 MPA Maritime Patrol Aircraft - Naval Technology
- A319_MPA_pocket-guide
- エアバスミリタリーのA319のページ